# Bayerischer Blasmusikverband
Der Bayerische Blasmusikverband e.V. ist der Dachverband von neun bayerischer Blasmusik- und Spielleute-Verbänden. Er wurde am 12. März 1999 in München als Nachfolgeverein des Bayerischen Musikbundes gegründet. Sitz ist München.
Der Verband betreut derzeit 2.500 Blasorchester und Spielmannszüge mit über 120.000 aktiven Musikern (Stand 2022).
Der Präsident ist Peter Winter, Landesdirigent Frank Elbert und der Geschäftsführer Andreas Horber.

## Mitgliedsverbände
- Allgäu-Schwäbischer Musikbund
- Musikbund von Ober- und Niederbayern
- Nordbayerischer Musikbund
- Blasmusikverband Vorspessart
- Musikverband Untermain
- Landesverband für Spielmannswesen in Bayern
- Musik- und Spielmannswesen im Bayerischen Turnverband
- Bayerwald-Spielmannsvereinigung
- Jagdhornbläser im Jagdverband Bayern

## Aufgaben
- Fort- und Weiterentwicklung der Musikverbände
- Förderung der Blas- und Spielleutemusik
- Vertretung der Mitgliedsverbände gegenüber Staat, Gesellschaft und öffentlichen Institutionen (z. B. GEMA)
- Ausrichtung von Landesmusikfesten